# Lichtenfels (Baviera)
Lichtenfels è una città tedesca di 20 403 abitanti, situata nel Land della Baviera.
È capoluogo del circondario di Lichtenfels.
A Lichtenfels ha sede la Staatliche Berufsfachschule für Flechtwerkgestaltung ("Scuola professionale statale per la progettazione di opere intrecciate").

## Geografia fisica
Situata sul fiume Meno, approssimativamente 15 km a sud-est di Coburgo, e 30 km a nord-est di Bamberga.

## Frazioni di Lichtenfels
Lichtenfels conta 28 frazioni, tra le quali il nucleo della medesima, già comunità indipendenti, incorporate poi in un unico comune (in ordine alfabetico):
Lichtenfels (nucleo comunale originale), Buch am Forst, Degendorf, Eichig, Gnellenroth, Hammer, Isling, Klosterlangheim (o Langheim), Kösten, Köttel, Krappenroth,  Lahm, Mistelfeld, Mönchkröttendorf, Oberlangheim, Oberwallenstadt (compreso nel nucleo comunale), Reundorf, Roth, Rothmannsthal, Schney, Seehof, Seubelsdorf, Schönsreuth, Stetten,  Tiefenroth, Trieb,  Unterwallenstadt (compreso nel nucleo comunale), Weingarten.

## Amministrazione

### Gemellaggi
- Ariccia
- Cournon-d'Auvergne
- Prestwick
- Vandalia